# Leucémie aiguë lymphoblastique
 Mise en garde médicale
La leucémie aiguë lymphoblastique (LAL) est un type de cancer et de leucémie provoquée par la multiplication de lymphocytes défaillants, appelés blastes, dans la moelle osseuse pour la LAL-B, ou dans le thymus pour la LAL-T. 
Elle affecte essentiellement les enfants; comme son nom « aiguë » l'indique, elle apparaît brutalement, avec seulement quelques jours ou semaines entre les premiers symptômes et le diagnostic, le traitement pouvant alors débuter dans les jours ou les heures qui suivent le diagnostic .
Ce sont des leucocytes (globules blancs) dont le développement s'est bloqué à un stade immature ; ces cellules sont donc dans l'incapacité de protéger le sujet contre les corps étrangers, ce que font toutes les cellules normales de notre système immunitaire. En l'absence de traitements, les blastes vont proliférer, envahir la moelle osseuse, et tous les autres organes.
C'est une maladie rare (moins de 300 nouveaux cas par an en France) dont les causes sont encore inconnues. Elle n'est pas contagieuse, ni transmissible et ni héréditaire. Elle peut survenir à tout âge, chez le nourrisson comme chez la personne âgée, avec de fréquentes périodes de rémission chez l'enfant.
On parle de leucémies aiguës lymphoblastiques (LAL) en présence de plus 20 % de cellules blastiques, exprimant des molécules membranaires B ou T (1).

## Symptomatologie
La leucémie aiguë lymphoblastique peut présenter des symptômes spécifiques, mais non systématique
Cependant, étant donné que le système immunitaire produit des lymphocytes atrophiés et qu'il a besoin de lymphocytes viables, il puise dans les réserves du corps pour pouvoir en produire ce qui provoque rapidement les symptômes suivants :
- fatigue ;
- anémie ;
- perte de poids et d'appétit ;
- essoufflement ;
- palpitations ;
- douleurs osseuses ;
- augmentation de la taille de la rate[1] ;
- gonflement des ganglions (les ganglions étant le lieu de réunion des lymphocytes en vue de la purification de la lymphe avant son retour dans le sang, ils se remplissent de lymphoblastes et gonflent) ;

À l'accumulation de blaste dans le sang à la suite des manques de lymphocytes fiables :
- fièvre et infection fréquentes sans raison connue ;
- apparition de saignements (de nez, des gencives, des muqueuses) et d'hématomes nombreux et apparaissant au moindre choc (à la suite de la chute du nombre des plaquettes (thrombopénie)[1].

Dans de rares cas; les blastes envahissent le liquide céphalo-rachidien avec une éventuelle atteinte des nerfs et/ou des méninges.

## Causes
Elles sont encore inconnues. Aucune cause environnementale certaine n'a été identifiée et, selon les données disponibles, la cause n'est pas non plus directement infectieuse (au contraire, les maladies bénignes de l'enfant semblent protéger des leucémies).

## Traitements

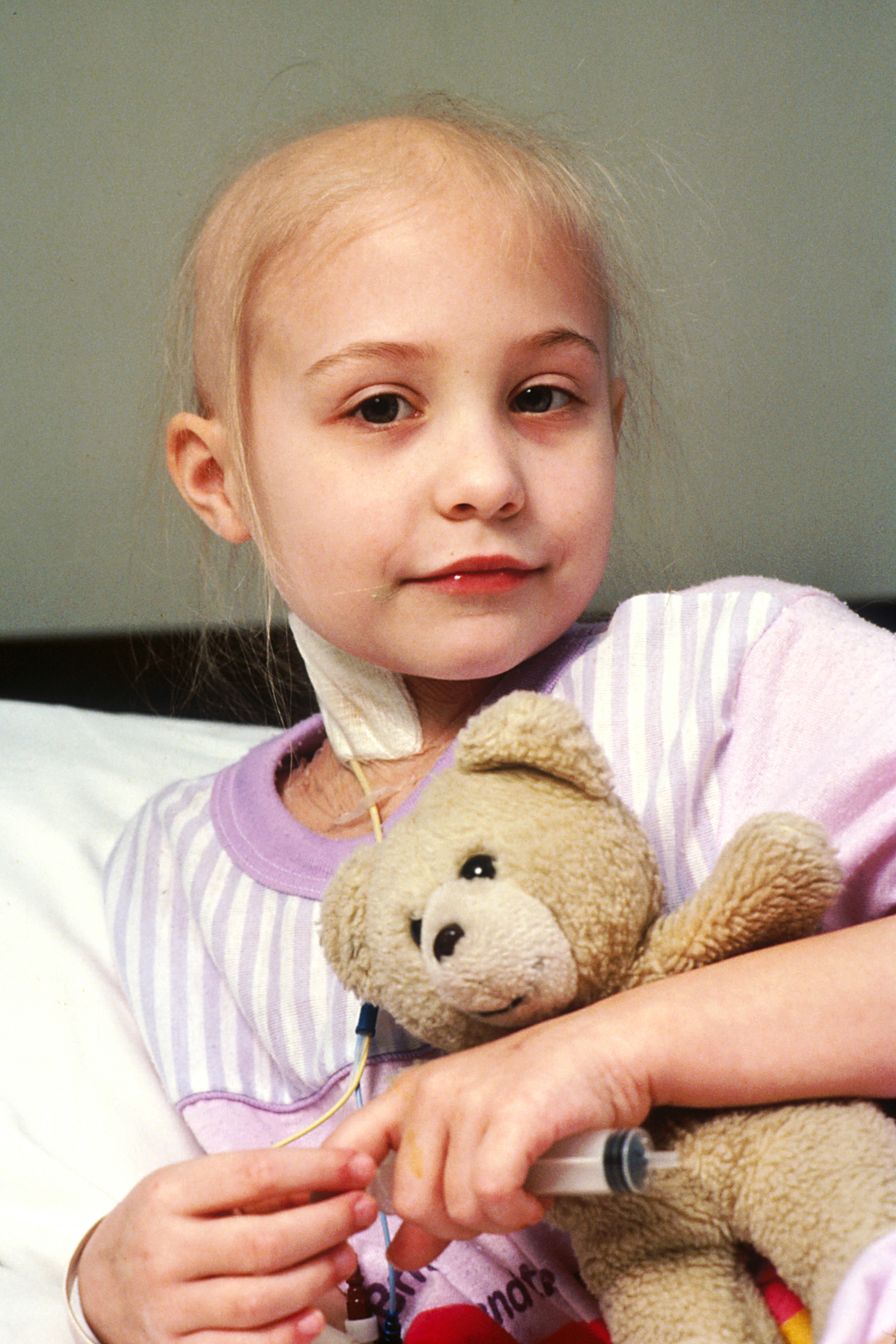
Jeune fille atteinte d'une leucémie aiguë lymphoblastique recevant un traitement par chimiothérapie.

Les malades sont soignés par chimiothérapie et parfois par greffe de cellules souches hématopoïétiques (allogreffe). 
Les cellules Jurkat sont fréquemment utilisées comme modèle en recherche scientifique pour ce type de leucémie. Un traitement basé sur le Transfert adoptif de cellules s'est avéré à ce jour comme la méthode obtenant le taux de guérison le plus durable,,. 
En août 2017, le premier traitement à base de CAR a été approuvé par la FDA américaine  pour le traitement des leucémies aiguës lymphoblastiques chez l'enfant et les jeunes adultes. Lors des essais cliniques, 79 % des patients traités avaient survécu 12 mois après traitement. Le coût du traitement appelé Kymriah et produit par Novartis s'élève à 475 000 dollars américains et n'est facturé qu'en cas de réussite du traitement.
Erytech Pharma réalise des études cliniques concernant l'encapsulation de l'Asparaginase dans des globules rouges pour traiter la maladie.
Des essais précliniques du lusvertikimab, un antagoniste du récepteur de l'interleukine 7, suggèrent une efficacité contre la LAL CD127+ (en particulier en combinaison avec une polychimiothérapie),.

## Pronostic
Avant que des traitements efficaces ne soient disponibles, le diagnostic de leucémie aiguë lymphoblastique signifiait pratiquement une condamnation à mort pour les patients concernés. En fonction du stade de la maladie, les patients décédaient dans les jours ou les semaines suivant le diagnostic. Les principales causes de décès étaient des infections graves dues à l'immunodéficience sévère, des hémorragies spontanées dues à la thrombocytopénie ou d'autres complications, notamment en cas d'atteinte du système nerveux central. Même à la fin des années 70, lorsque plusieurs agents chimiothérapeutiques efficaces étaient disponibles, le taux de survie moyen à 5 ans des patients adultes atteints en Allemagne était inférieur à 15%. Les résultats étaient meilleurs chez les enfants.
En 2023, la probabilité d'atteindre une rémission complète initiale est de ≥ 95% chez l'enfant et de 70 à 90% chez l'adulte. Pour les enfants, plus de 80% des cas présentent une rémission persistante pendant 5 ans et sont considérés comme guéris. En revanche, chez les adultes, moins de 50% ont une survie à long terme.